# Anders Josef Europaeus

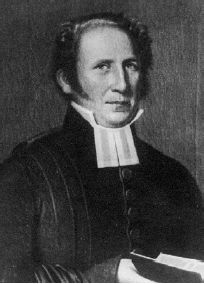
Anders Josef Europaeus.

Anders Josef Europaeus, född 20 november 1797 i Kuolemajärvi, död 24 maj 1870 i Libelits, var en finländsk präst och historiker.
Europaeus var kyrkoherde i Libelits från 1832. Han förvandlade Libelits till en centrum för den nationella rörelsen i Karelen och publicerade flera undersökningar i östra Finlands forntid. Han satt i lantdagen 1863–1864.

## Utmärkelser
- Sankt Stanislausorden, tredje klass,  18 december 1844[1]
- Sankt Annas orden, tredje klass,  19 april 1855[1]
- Sankt Stanislausorden, andra klassen,  8 april 1866[1]

[Redigera Wikidata]